# ميغ تيلي
مارغريت إليزابيث تشان (ولدت في 14 فبراير 1960) ممثلة وروائية كندية أمريكية. فازت بجائزة غولدن غلوب وتم ترشيحها لجائزة الأوسكار لأفضل ممثلة مساعدة عن دورها في فيلم أغنيس من الرب عام 1985، كمت لها عدة أدوار سينمائية الأخرى منها فيلم سايكو 2 (1983) و البرد الكبير (1983) و حفلة تنكرية (1988) و فالمونت (1989). عن عملها في شاشة التلفزيون فازت بجائزة الشاشة الكندية لعام 2013 لأفضل ممثلة رئيسية في مسلسل درامي عن دورها في المسلسل التلفزيوني فتيات قنبلة (2012-13).

## نشأتها
ولدت تيلي في 14 فبراير 1960 في لونغ بيتش، كاليفورنيا لوالديها معلمة كندية ن أصل أيرلندي وفنلندي باتريشيا آن، ورجل الأعمال صيني أمريكي هاري تشان. وهي الأخت الصغرى للممثلة جينيفر تيلي. نشأت تيلي بعد طلاق والديها عندما كانت في الثالثة من عمرها على يد والدتها وزوج أمها جون وارد في جزيرة تكسادا الريفية في كولومبيا البريطانية، كندا. ادعت لاحقًا أن وارد كان متحرشًا بالأطفال عنيفًا. في سن الثانية عشرة بدأت تيلي في أخذ دروس الرقص، جزئيًا لتجنب زوج أمها، وفي غضون سنوات قليلة تطورت لتصبح راقصة باليه موهوبة.
التحقت تيلي بمدرسة إسكيمالت الثانوية في إسكيمالت، كولومبيا البريطانية، وكذلك مدرسة شيف سيلث الثانوية الدولية في سياتل، واشنطن. بعد تخرجها من المدرسة الثانوية، غادرت تيلي المنزل وانتقلت إلى الولايات المتحدة لمتابعة مهنة كراقصة محترفة. في مدينة نيويورك درست مع مدام دارفاش وميليسا هايدن بمنحة دراسية كاملة. انضمت إلى فرقة كونيتيكت للباليه. ظهرت لأول مرة على الشاشة كراقصة في الدراما الموسيقية Fame عام 1980، على الرغم من توقف تيلي عن الرقص عام 1979، بعد تعرضها لإصابة خطيرة في الظهر.

## روابط خارجية
- الموقع الرسمي
- ميغ تيلي على موقع IMDb (الإنجليزية)
- ميغ تيلي على موقع ألو سيني (الفرنسية)
- ميغ تيلي على موقع أول موفي (الإنجليزية)
- ميغ تيلي على موقع قاعدة بيانات الأفلام السويدية (السويدية)
- ميغ تيلي على موقع إن إن دي بي (الإنجليزية)
- ميغ تيلي على موقع قاعدة بيانات الفيلم (الإنجليزية)
- ميغ تيلي على موقع كينوبويسك (الروسية)